# Mistrzostwa NCAA Division I w Zapasach w 2015
Mistrzostwa NCAA Division I w zapasach rozegrane zostały w Saint Louis w dniach 19–21 marca 2015 roku. Zawody odbyły się na terenie Scottrade Center.
Punkty zdobyło 65 drużyn.
- Outstanding Wrestler – Logan Stieber

## Wyniki

### Drużynowo
| Kolejność | Szkoła                              | Zespół         |
| --------- | ----------------------------------- | -------------- |
| 1.        | Ohio State University               | Buckeyes       |
| 2.        | University of Iowa                  | Hawkeyes       |
| 3.        | Edinboro University of Pennsylvania | Fighting Scots |
| 4.        | University of Missouri              | Tigers         |
| 5.        | Uniwersytet Cornella                | Big Red        |
| 6.        | Pennsylvania State University       | Nittany Lions  |
| 7.        | Oklahoma State University           | Cowboys        |
| 8.        | Uniwersytet Minnesoty               | Golden Gophers |

### All American

#### 125 lb
| Lp. | Zawodnik         | Szkoła         |
| --- | ---------------- | -------------- |
| 1.  | Nathan Tomasello | Ohio State     |
| 2.  | Zeke Moisey      | West Virginia  |
| 3.  | Alan Waters      | Missouri       |
| 4.  | Thomas Gilman    | Iowa           |
| 5.  | Nahshon Garrett  | Cornell        |
| 6.  | Conor Youtsey    | Michigan       |
| 7.  | Eddie Klimara    | Oklahoma State |
| 8.  | Jordan Conaway   | Penn State     |

#### 133 lb
| Lp. | Zawodnik             | Szkoła     |
| --- | -------------------- | ---------- |
| 1.  | Cody Brewer          | Oklahoma   |
| 2.  | Cory Clark           | Iowa       |
| 3.  | Aaron Schopp         | Edinboro   |
| 4.  | Christopher Dardanes | Minnesota  |
| 5.  | James Gulibon        | Penn State |
| 6.  | Mason Beckman        | Lehigh     |
| 7.  | Bradley Taylor       | Wisconsin  |
| 8.  | Rossi Bruno          | Michigan   |

#### 141 lb
| Lp. | Zawodnik         | Szkoła               |
| --- | ---------------- | -------------------- |
| 1.  | Logan Stieber    | Ohio State           |
| 2.  | Mitchell Port    | Edinboro             |
| 3.  | Devin Carter     | Virginia Tech        |
| 4.  | Dean Heil        | Oklahoma State       |
| 5.  | Kevin Jack       | North Carolina State |
| 6.  | Chris Mecate     | Old Dominion         |
| 7.  | Lavion Mayes     | Missouri             |
| 8.  | Anthony Ashnault | Rutgers              |

#### 149 lb
| Lp. | Zawodnik               | Szkoła       |
| --- | ---------------------- | ------------ |
| 1.  | Drake Houdashelt       | Missouri     |
| 2.  | David Habat            | Edinboro     |
| 3.  | Jason Tsirtsis         | Northwestern |
| 4.  | Brandon Sorensen       | Iowa         |
| 5.  | B.J. Clagon            | Rider        |
| 6.  | Christopher Villalonga | Cornell      |
| 7.  | Alexander Richardson   | Old Dominion |
| 8.  | Dan Neff               | Lock Haven   |

#### 157 lb
| Lp. | Zawodnik        | Szkoła        |
| --- | --------------- | ------------- |
| 1.  | Isaiah Martinez | Illinois      |
| 2.  | Brian Realbuto  | Cornell       |
| 3.  | James Green     | Nebraska      |
| 4.  | Nick Brascetta  | Virginia Tech |
| 5.  | Ian Miller      | Kent State    |
| 6.  | Dylan Ness      | Minnesota     |
| 7.  | Brian Murphy    | Michigan      |
| 8.  | Mitch Minotti   | Lehigh        |

#### 165 lb
| Lp. | Zawodnik       | Szkoła         |
| --- | -------------- | -------------- |
| 1.  | Alex Dieringer | Oklahoma State |
| 2.  | Taylor Walsh   | Indiana        |
| 3.  | Bo Jordan      | Ohio State     |
| 4.  | Jackson Morse  | Illinois       |
| 5.  | Nick Sulzer    | Wirginia       |
| 6.  | Ethan Ramos    | North Carolina |
| 7.  | Isaac Jordan   | Wisconsin      |
| 8.  | Jim Wilson     | Stanford       |

#### 174 lb
| Lp. | Zawodnik       | Szkoła             |
| --- | -------------- | ------------------ |
| 1.  | Matthew Brown  | Penn State         |
| 2.  | Tyler Wilps    | Pittsburgh         |
| 3.  | Robert Kokesh  | Nebraska           |
| 4.  | Logan Storley  | Minnesota          |
| 5.  | Kyle Crutchmer | Oklahoma State     |
| 6.  | Michael Evans  | Iowa               |
| 7.  | Zach Epperly   | Virginia Tech      |
| 8.  | Kurtis Julson  | North Dakota State |

#### 184 lb
| Lp. | Zawodnik       | Szkoła             |
| --- | -------------- | ------------------ |
| 1.  | Gabriel Dean   | Cornell            |
| 2.  | Nate Brown     | Lehigh             |
| 3.  | Victor Avery   | Edinboro           |
| 4.  | Blake Stauffer | Arizona State      |
| 5.  | Kenny Courts   | Ohio State         |
| 6.  | Hayden Zillmer | North Dakota State |
| 7.  | Willie Miklus  | Missouri           |
| 8.  | TJ Dudley      | Nebraska           |

#### 197 lb
| Lp. | Zawodnik        | Szkoła     |
| --- | --------------- | ---------- |
| 1.  | Kyven Gadson    | Iowa State |
| 2.  | Kyle Snyder     | Ohio State |
| 3.  | Morgan McIntosh | Penn State |
| 4.  | Scott Schiller  | Minnesota  |
| 5.  | J’den Cox       | Missouri   |
| 6.  | Conner Hartmann | Duke       |
| 7.  | Micah Burak     | Iowa       |
| 8.  | Max Huntley     | Michigan   |

#### 285 lb
| Lp. | Zawodnik         | Szkoła               |
| --- | ---------------- | -------------------- |
| 1.  | Nick Gwiazdowski | North Carolina State |
| 2.  | Adam Coon        | Michigan             |
| 3.  | Michael McMullan | Northwestern         |
| 4.  | Conner Medbery   | Wisconsin            |
| 5.  | Bobby Telfold    | Iowa                 |
| 6.  | James Lawson     | Penn State           |
| 7.  | Ty Walz          | Virginia Tech        |
| 8.  | Michael Kroells  | Minnesota            |